# Carlos Mario Gutiérrez
Carlos Mario Gutiérrez (Río Cuarto, 27 de octubre de 1953) es un político argentina del Partido Justicialista, que se desempeña como diputado nacional por la provincia de Córdoba desde 2019. Forma parte de la alianza provincial Hacemos por Córdoba y preside el bloque Córdoba Federal en la Cámara de Diputados. Actualmente es vicepresidente de Hacemos Coalición Federal.

## Biografía
Fue concejal en su ciudad natal de Río Cuarto antes de desempeñarse como ministro de Agricultura, Ganadería y Alimentación de Córdoba en la primera gobernación de Juan Schiaretti entre 2007 y 2011.En 2007 había sido electo Legislador Provincial por el departamento Río Cuarto.Entre 2011 y 2019, fue miembro de la Legislatura de la provincia de Córdoba por la alianza Unión por Córdoba siendo electo en elecciones 2011 y reeelecto en las elecciones de 2015.
Se postuló para un escaño en la Cámara de Diputados de la Nación en las elecciones legislativas de 2019, como primer candidato en la lista de Hacemos por Córdoba. La lista fue la tercera más votada en la provincia, con el 16,95% de los votos y Gutiérrez resultó electo.
Como diputado nacional, forma parte de las comisiones de Economías y Desarrollo Regional (que preside) y de Obras Públicas. Se opuso a la legalización del aborto en Argentina, votando en contra del proyecto de ley de Interrupción Voluntaria del Embarazo de 2020, que fue aprobada por la Cámara.
En septiembre de 2020, confirmó que había dado positivo por COVID-19.
En las elecciones legislativas de 2023 fue nuevamente electo diputado nacional siendo la lista que encabezó la segunda más votada con el 29,87% de los votos.